# Avoca (Arkansas)
Avoca is een plaats (town) in de Amerikaanse staat Arkansas, en valt bestuurlijk gezien onder Benton County.

## Demografie
Bij de volkstelling in 2000 werd het aantal inwoners vastgesteld op 423.
In 2006 is het aantal inwoners door het United States Census Bureau geschat op 447,.

## Geografie
Volgens het United States Census Bureau beslaat de plaats een oppervlakte van
4,7 km².